# Campionato italiano femminile di hockey su ghiaccio 2015-2016
Il Campionato italiano femminile di hockey su ghiaccio 2015-2016 è la ventiseiesima edizione di questo torneo, organizzato dalla FISG.

## Partecipanti
Il torneo, che ha avuto inizio nel mese di novembre, è rimasto a cinque squadre. Le cinque volte vicecampionesse italiane del Real Torino non si sono iscritte al campionato, mentre ha fatto ritorno una squadra comasca, assente dalla scomparsa dell'HC Lario Halloween nel 2007, l'HC Como. Confermate invece le altre partecipanti: EV Bozen Eagles (campionesse in carica), Alleghe Hockey, Torino Bulls e HC Lakers.
 Alleghe Girls
 Lakers
 EV Bozen Eagles
 Como F.
 Torino Bulls F.

## Formula
La formula è rimasta invariata, e prevede un girone di andata e ritorno. La classifica al termine della regular season ha deciso la griglia dei play-off, con uno spareggio in gara unica tra le ultime due squadre classificate per l'accesso alle semifinali, e con semifinali e finale al meglio delle tre gare.

## Regular season
| Squadre         | Alleghe F.              | EV Bozen Eagles   | Como F.           | Lakers                | Torino Bulls     |
| --------------- | ----------------------- | ----------------- | ----------------- | --------------------- | ---------------- |
| Alleghe F.      |                         | 0:14 (14/02/2016) | 4:3 (29/11/2015)  | 3:1 (21/02/2016)      | 1:3 (28/11/2015) |
| EV Bozen Eagles | 5:3 (13/02/2016)        |                   | 13:0 (13/12/2015) | 7:1 (08/12/2015)      | 7:0 (05/12/2015) |
| Como F.         | 2:4 (14/11/2015)        | 1:9 (06/12/2015)  |                   | 2:5 (14/02/2016)      | 0:1 (22/11/2015) |
| HC Lakers       | 3:2 d.t.s. (19/12/2015) | 3:5 (22/01/2016)  | 5:2 (17/01/2016)  |                       | 4:1 (06/12/2015) |
| Torino Bulls F. | 3:2 (24/01/2016)        | 2:11 (19/12/2015) | 4:2 (31/01/2016)  | 3:2 d.r. (14/11/2015) |                  |

Legenda: d.t.s.= dopo i tempi supplementari; d.r.= dopo i tiri di rigore

### Classifica
|    |                 |       |    |   |     |     |   |    |    |
|    | Teams           | Punti | PG | V | VOT | POT | P | GF | GS |
| 1. | EV Bozen Eagles | 24    | 8  | 8 | 0   | 0   | 0 | 73 | 10 |
| 2. | Torino Bulls F. | 14    | 8  | 4 | 1   | 0   | 3 | 17 | 29 |
| 3. | Lakers          | 12    | 8  | 3 | 1   | 1   | 3 | 24 | 23 |
| 4. | Alleghe Girls   | 10    | 8  | 3 | 0   | 1   | 4 | 19 | 34 |
| 5. | Como F.         | 0     | 8  | 0 | 0   | 0   | 8 | 12 | 45 |

Legenda: PG = partite giocate; V = vittorie conseguite nei tempi regolamentari; VOT= vittorie conseguite ai tempi supplementari o ai rigori; POT = sconfitte subite ai tempi supplementari o ai rigori; P = sconfitte subite nei tempi regolamentari; GF = reti segnate; GS = reti subite

## Play-off

### Tabellone
|  | Quarti di finale | Quarti di finale | Quarti di finale |  |  | Semifinali | Semifinali      | Semifinali      | Semifinali      | Semifinali      |   |   | Finale          | Finale          | Finale          | Finale | Finale |  |
|  |                  |                  |                  |  |  |            |                 |                 |                 |                 |   |   |                 |                 |                 |        |        |  |
|  | 4                | Alleghe Girls    | 4                |  |  |            |                 |                 |                 |                 |   |   |                 |                 |                 |        |        |  |
|  | 5                | Como F.          | 3                |  |  | 1          | EV Bozen Eagles | EV Bozen Eagles | 6               | 8               |   |   |                 |                 |                 |        |        |  |
|  |                  |                  |                  |  |  |            | Alleghe Girls   | Alleghe Girls   | 3               | 1               |   |   |                 |                 |                 |        |        |  |
|  |                  |                  |                  |  |  |            |                 |                 |                 |                 |   |   | EV Bozen Eagles | EV Bozen Eagles | EV Bozen Eagles | 5      | 6      |  |
|  |                  |                  |                  |  |  |            |                 | Torino Bulls F. | Torino Bulls F. | Torino Bulls F. | 2 | 0 |                 |                 |                 |        |        |  |
|  |                  |                  |                  |  |  | 2          | Torino Bulls F. | Torino Bulls F. | 2               | 6               |   |   |                 |                 |                 |        |        |  |
|  |                  |                  |                  |  |  | 3          | Lakers          | Lakers          | 0               | 1               |   |   |                 |                 |                 |        |        |  |
|  |                  |                  |                  |  |  |            |                 |                 |                 |                 |   |   | Finale 3º posto |                 |                 |        |        |  |
|  |                  |                  |                  |  |  |            |                 |                 |                 |                 |   |   |                 |                 |                 |        |        |  |
|  |                  |                  |                  |  |  |            |                 |                 |                 |                 |   |   | Lakers          | Lakers          | 2               | 2‡     | 2‡     |  |
|  |                  |                  |                  |  |  |            |                 |                 |                 |                 |   |   | Alleghe Girls   | Alleghe Girls   | 5               | 1      | 1      |  |

†: partita terminata ai supplementari; ‡: partita terminata ai tiri di rigore

### Spareggio
| Alleghe 27 febbraio 2016, ore 18.00 CET | Alleghe                   | 4 – 3 (3-1, 1-0, 0-2) referto | Como F. | Stadio Alvise De Toni (71 spett.)\| Arbitri: \| Omar Piniè Jeremi Bassani \| |
| Arbitri:                                | Omar Piniè Jeremi Bassani |                               |         |                                                                              |

### Semifinali

#### Gara 1
| Egna 5 marzo 2016, ore 12.30 CET | Lakers       | 0 – 2 (0-2, 0-0, 0-0) referto | Torino Bulls | Würth Arena (80 spett.)\| Arbitro: \| Thomas Egger \| |
| Arbitro:                         | Thomas Egger |                               |              |                                                       |

| Alleghe 6 marzo 2016, ore 18.00 CET | Alleghe                     | 3 – 6 (0-3, 1-2, 2-1) referto | EV Bozen Eagles | Stadio Alvise De Toni (? spett.)\| Arbitri: \| Claudio Pianezze Omar Piniè \| |
| Arbitri:                            | Claudio Pianezze Omar Piniè |                               |                 |                                                                               |

#### Gara 2
| Torino 12 marzo 2016, ore 18.15 CET | Torino Bulls                | 6 – 1 (1-0, 3-1, 2-0) referto | Lakers | PalaTazzoli (150 spett.)\| Arbitri: \| Simone Lega Danielle Rostan \| |
| Arbitri:                            | Simone Lega Danielle Rostan |                               |        |                                                                       |

| Bolzano 12 marzo 2016, ore 17.00 CET | EV Bozen Eagles               | 8 – 1 (3-0, 3-1, 2-0) referto | Alleghe | Palaonda (120 spett.)\| Arbitri: \| Alexander Wiest Federico Pace \| |
| Arbitri:                             | Alexander Wiest Federico Pace |                               |         |                                                                      |

### Finale 3º-4º posto

#### Gara 1
| Alleghe 19 marzo 2016, ore 20.30 CET | Alleghe    | 5 – 2 (1-1, 2-0, 2-1) referto | Lakers | Stadio Alvise De Toni (67 spett.)\| Arbitro: \| Luca Zatta \| |
| Arbitro:                             | Luca Zatta |                               |        |                                                               |

#### Gara 2
| Arbitri: | Pietro Gagliardi Thomas Egger |

|  |                |  |
|  | Shootout 1 – 0 |  |

#### Gara 3
| Arbitri: | Pietro Gagliardi Thomas Egger |

|  |                |  |
|  | Shootout 1 – 0 |  |

### Finale

#### Gara 1
| Torino 19 marzo 2016, ore 15.00 CET | Torino Bulls               | 2 – 7 (1-2, 1-2, 0-3) referto | EV Bozen Eagles | PalaTazzoli (100 spett.)\| Arbitri: \| Simone Lega Simone Vignolo \| |
| Arbitri:                            | Simone Lega Simone Vignolo |                               |                 |                                                                      |

#### Gara 2
| Bolzano 26 marzo 2016, ore 17.00 CET | EV Bozen Eagles | 6 – 0 (1-0, 1-0, 4-0) referto | Torino Bulls | Palaonda (130 spett.)\| Arbitro: \| Paolo Avi \| |
| Arbitro:                             | Paolo Avi       |                               |              |                                                  |

L'EV Bozen Eagles vince il suo settimo titolo italiano.

## Classifiche individuali

### Classifica marcatori
In testa alla classifica dei punti della regular season si è classificata Beatrix Larger (EV Bozen Eagles, 14 punti), seguita al secondo da Emily Snodgrass (EV Bozen Eagles, 13 punti), mentre al terzo, con 12 punti, c'erano quattro atlete: Anna De la Forest (Torino Bulls), Federica Zandegiacomo (Alleghe Girls), Tanja Larger (HC Lakers) e Alice Gasperini (EV Bozen Eagles). Beatrix Larger è stata anche la giocatrice ad aver segnato più gol, nove, seguita da Snodgrass e Caroline Theiner a otto e da De la Forest e da Nadine Zaccherini a sette. La classifica degli assist ha visto primeggiare Gasperini con nove, seguita da Zandegiacomo a sette e da tre atlete a sei: Tanja Larger, Hanna Elliscasis ed Eleonora Dalprà.

### Classifica portieri
Prendendo in considerazione solo le atlete che hanno giocato almeno il 40% dei minuti della regular season, la migliore percentuale di parate è stata fatta registrare da Sara Belli dei Torino Bulls (.902), seguita da Chiara Vola del Como (.901) e da Eugenia Pompanin delle Lakers (.885). La giocatrice ad aver fatto segnare il maggior numero di shoot-out è stata Magdalena Höller delle Eagles, che ha mantenuto la propria porta inviolata per due volte nelle sue tre presenze.